# Lluvia de convección

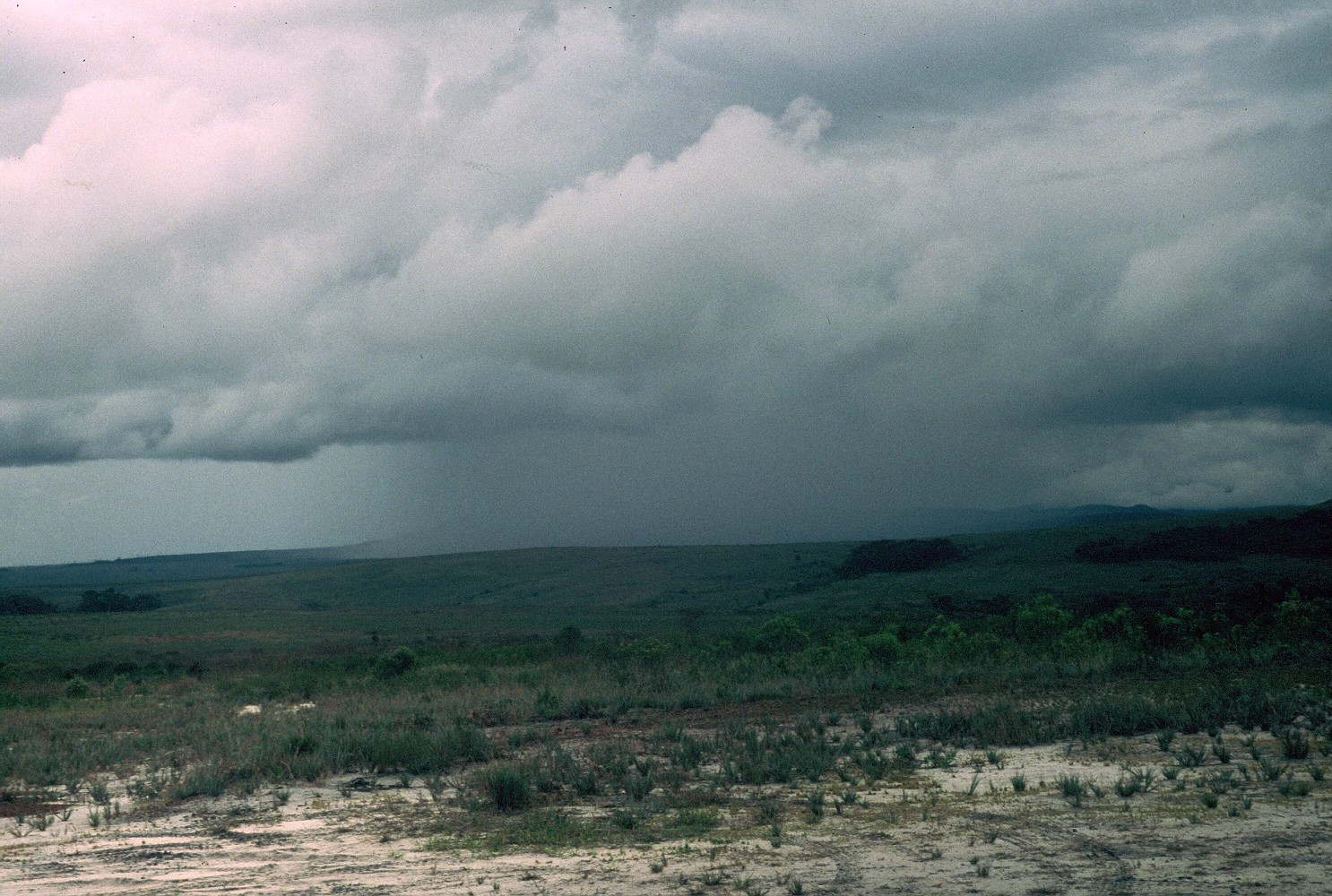
Lluvia de convección en La Gran Sabana, Venezuela.

Las lluvias de convección, a diferencia de las lluvias orográficas, suelen producirse en zonas llanas o con pequeñas irregularidades topográficas, donde puede presentarse un ascenso de aire húmedo y cálido dando origen a nubes del tipo de cumulonimbos con lluvias intensas. El diámetro del cumulonimbo que produce una lluvia de convección puede variar notablemente, desde un centenar de metros en un tornado, hasta unos 1000 km o más en el caso de un huracán, aunque el término cumulonimbo suele limitarse a casos intermedios. La duración e intensidad de las precipitaciones están proporcionalmente relacionadas con el mayor o menor diámetro o tamaño de la tormenta. 

## Características de las lluvias de convección
Se producen cuando el aire asciende por diferencias de temperatura a causa de un calentamiento local (convección). Dicho calentamiento produce una disminución de la densidad del aire y, por consiguiente, el ascenso del mismo. En este ascenso del aire inestable se forman nubes de desarrollo vertical (cúmulos y cumulonimbos), dando lugar a precipitaciones en los casos en los que se superan determinados valores de presión y temperatura.
Son propias de las regiones y climas tropicales, aunque también son frecuentes, sobre todo durante el verano, en las zonas templadas (lluvias de verano).
Las lluvias de convección suelen  producirse en horas de la tarde. Las razones son:
- La radiación solar va calentando durante el día la superficie terrestre (las tierras primero y las aguas después, como se puede ver en el artículo sobre la diatermancia). Las columnas de aire caliente comienzan a ascender en los lugares que más se han calentado, lo cual puede variar localmente por múltiples razones, principalmente, por la incidencia de los rayos solares sobre el suelo, por la mayor o menor cantidad de vegetación y, sobre todo, por la mayor o menor cantidad de agua en el lugar. Estas columnas de aire no suelen verse en un principio por su escasa humedad relativa aunque suelen estar indicadas en la zona intertropical por el ascenso en círculos de las aves como el zamuro y otras de gran tamaño, que las aprovechan planeando para ascender y, cuando alcanzan gran altura se dirigen hacia donde desean, descendiendo con una economía enorme de esfuerzo, ya que pueden volar unos 10 km o más sin prácticamente mover las alas. El ascenso de estas aves se produce inmediatamente antes de producirse las lluvias, aunque a veces, cuando el aire está muy seco, las columnas de aire caliente no son seguidas por esas lluvias de convección. Los planeadores pueden aprovechar estas columnas de aire caliente para ascender, aunque en este caso no se puede hablar exclusivamente de ascenso del aire por convección sino por el ascenso del aire por el efecto orográfico o una combinación de ambos tipos de motivos.
- La mayor velocidad de ascenso de las columnas de aire caliente durante las horas de la tarde, da origen a un rápido enfriamiento de esas columnas, produciéndose la rápida condensación y la formación de nubes de desarrollo vertical, principalmente cúmulos en sus diversos tipos, y cumulonimbos, que son los que producen lluvias intensas y tormentas, por las diferencias de humedad y temperatura que se dan entre el interior y los bordes de dichas nubes.

Las lluvias de convección dejan una especie de "huella" o mancha mojada en el suelo que tiene forma ovalada, la cual ayuda a repartir mejor la acción de las distintas nubes de lluvia, cuya superficie suele ser relativamente reducida. Sobre la huella que dejan no suele producirse un nuevo cumulonimbo poco después porque tras la lluvia producida, el suelo mojado crea una especie de pequeña zona de alta presión sin vientos. El refrán de que «detrás de la tormenta viene la calma» se aplica perfectamente en este caso. Sólo en casos muy favorables y específicos del relieve, por ejemplo, en el sur del lago de Maracaibo, donde los vientos se ven forzados a ascender por el estrechamiento del relieve, se produce la unión de numerosos cumulonimbos con una tormenta eléctrica continuada durante toda la noche: es el caso del Relámpago del Catatumbo en el occidente de Venezuela, donde se combina la convección producida en la superficie del lago de Maracaibo en horas de la tarde, con el efecto orográfico de los Andes venezolanos.

## Áreas favorables para las lluvias de convección
Por definición, las principales áreas de convección se encuentran en las grandes llanuras de la zona intertropical y en algunas zonas también de baja altura donde predominan los vientos planetarios de origen oceánico, principalmente en el Hemisferio Norte. Entre estas zonas se pueden citar las regiones de clima Tropical lluvioso (Amazonia, cuenca del Congo, Sur y sureste de Asia y otras áreas menores).

### Amazonia
Las abundantes lluvias registradas en la Amazonia siempre han intrigado a los geógrafos y climatólogos de todo el mundo, debido principalmente a que la fuente la nubosidad que origina el clima de selva, con una llovió sida bien repartida a lo largo del espacio y de los meses del año, procede del Océano Atlántico, que se encuentra a más de 7000 km de distancia (refiriéndonos a las fronteras del Brasil  Ecuador, Perú
- Por ejemplo, Pablo Vila en su importante obra Geografía de Venezuela señala que es el calor y la humedad que despide la propia vegetación de selva lo que alimenta la nubosidad que progresa hacia el oeste desde la costa atlántica de América del Sur.

- Y Arthur Newell Stanley en su obra Physical Geography responsabiliza fundamentalmente a la convergencia ecuatorial como el origen de las bajas presiones intertopicales que originan a su vez, la formación de cumulonimbos de gran desarrollo.